# 박노현
박노현은 대한민국의 기업인이다. 컴트루테크놀로지의 대표이사 사장으로 역임하고 있다.

## 학력
- 학력 : 고려대학교 컴퓨터공학 학사

## 경력
- 컴트루테크놀로지 대표이사 사장
- 미국 볼랜드 연구원
- 다우기술 연구원

## 업적
1999년 제1회 삼성물산 벤처과거에서 Mutone으로 장원을 차지하였다. Mutone은 핸드폰 호출모드 자동 진동 전환시스템으로 이 아이템을 통해 정보통신부 창업아이템 대상을 수상하기도 하였다. 이후 스팸 프로그램을 개발하여 신소프트웨어 상품대상수상 및 정보통신부 장관상을 수상하였으며 향후 개인정보보호 및 네트워크보안업체로의 길을 걷는다. 2010년 4월에는 국내 최초로 DDoS 대응 시스템에 대한 CC인증을 획득하였다. 현재 개인정보보호 프로그램 및 네트워크 DLP등을 주력으로 다양한 인증과 계약을 체결하고 있다.

## 수상내역
- 2011.11 /PC스캔 아이티평가원 CC인증 계약 체결
- 2011.09 / NetCenter 국정원 CC인증 계약 체결
- 2010.11 / PC스캔 GS 인증
- 2010.08 / 디도스캅 GS 인증
- 2010.07 / DDoSCop 조달 등록 (조달 단가 계약)
- 2010.04 / 한국 최초 DDoS 대응시스템 CC인증 획득 (DDoSCop)
- 2009.02 / NetCenter 조달 등록 (조달 단가 계약)
- 2008.11 / NetCenter GS 인증 획득
- 2008.10 / 지식경제부 장관상 수상 (신소프트웨어 상품대상, PrivacyCenter)
- 2007.07 / PrivacyCenter “행정업무용 소프트웨어” 로 선정
- 2007.06 / PrivacyCenter 조달 등록 (조달 단가 계약)
- 2007.05 / PrivacyCenter GS 인증 획득
- 2007.04 / 기업부설연구소 설립 (한국산업기술진흥협회)
- 2007.03 / 중소기업청, 기술혁신형 이노비즈(INNO-BIZ) 기업으로 선정
- 2005.02 / 클린스팸 엔터프라이즈 (스팸차단솔루션), 조달등록 (www.g2b.go.kr)
- 2004.09 / 클린e(유해사이트차단) 문화관광부 2005년도 우수 음란물 차단프로그램 선정
- 2003.01 / 클린스팸(CleanSpam) 행정자치부 행정업무 S/W 선정
- 2002.07 / 클린스팸(CleanSpam) 신소프트웨어 상품대상수상 및 정보통신부 장관상 수상
- 2001.09 / 대한민국 특허등록획득 (등록번호: 특허 제 0313311호/CDMA 통신관련,Mutone)
- 2000.08 / SK Telecom IMT-2000 컨소시엄 참여 업체 선정
- 1999.12 / 실리콘밸리 해외정보통신 기술 협력센타 입주기업으로 선발(정보통신연구진흥원주관)
- 1999.12 / 제1회 삼성물산 주최 벤처과거 장원수상 (Mutone 출품)
- 1999.01 / 정보통신부 우수기술 선정 (Info-Air, 99년 IT마크)
- 1998.02 / 정보통신부 우수신기술 선정 (Push Upgrader, 98년 IT마크)
- 1997.08 / Info-Speeder 신소프트웨어 상품대상수상 및 정보통신부 장관상 수상
- 1997.07 / 유망중소기업 선정 (한일은행)